# Стрела в геральдике
Стрела — искусственная негеральдическая гербовая фигура.
Одна из распространённых гербовых фигур, изображающих предмет вооружения — боеприпас для стрельбы из лука или арбалета, состоящий из древка, наконечника и оперения.
Наряду с колчаном и луком является частью вооружения (саадачного набора) пешего или конного война. В геральдике используется, как отдельно, так и в составе и сочетании с любыми другими геральдическими символами (в том числе предметами саадачного набора). Нередко используется наконечник, а также ломаные или громовые стрелы.

## Значение
Стрела олицетворяет мужское начало, а также мужских добродетелей - целеустремлённости, мужества, стойкости, быстроту. Стрела, пущенная в небо, обозначает восхождение к небесному.
С изобретением авиационных, а затем и ракетных технологий появилась потребность отражать отношения к ним в геральдике и символы стрелы или её наконечника подошли как нельзя кстати.
Примером может послужить герб города Краснотурьинска, где крылатая серебряная стрела используется в качестве изображения отношения города к производству алюминия - "крылатого металла", используемого в авиации.

## Блазонирование
Некоторые трудности возникают при блазонировании гербов, имеющих в щите стрелу или дротик (герб Бэлты). Они воспринимаются, как синонимы, но в действительности различны.
Дротик  — больше весом и длины, его можно метать рукой, как короткое копьё или стрелять из лука.
Стрела  — используется только для стрельбы из лука. Также различны и наконечники: у дротика  — треугольное, у лука — "язык змеи". При блазонировании указываются цвета, если у наконечника, оперения и древка они разные. Обычное положение стрелы в щите — столбом, наконечником к главе (верху). Во всех иных случаях надлежит конкретизировать: поясом, перевязью справа или слева, наконечником к подножью. Перекрещенные стрелы могут быть связаны лентой. Часто изображается стрела пробившая какое-либо животное или крыло.

## Изображение
Стрела в геральдике зачастую изображается не только отдельно, но и в великом множестве сочетаний с другими геральдическими и негеральдическими фигурами.
Кроме того, существуют варианты изменения формы стрелы - изломы, а также изображения отдельных частей стрелы - наконечник без древка. Изображение стрелы без оперения может быть также трактовано как арбалетный снаряд (болт).

### Часть композиции
Сочетания гербовых фигур со стрелой можно разделить на следующие типы:

#### Часть аллегорической композиции
- Пламенеющая стрела (пламенеющий наконечник)
- Крылатая стрела
- Стрела в лапах (клюве) у животного

#### Часть вооружения
- Скрещенные (наложенные) стрелы (по две и более)
- Лук со стрелами
- Стрела (стрелы) в колчане (либо рядом с колчаном)
- Саадачный набор (саадак)
- Арбалет (самострел) с болтом (стрелой)

В польской геральдике эмблему стрелы в гербах используют: Дрогослав,  Калинова, Долэнга, Лада, Лук, Незгода, Пржияцель, Рудница, Сас, Халецкий, Горновские, Шептицкий и другие.

### Громовая стрела
Громовая или ломаная стрела (группа стрел) изображается в виде заостренной (дважды, или единожды) изломленной перевязи. В настоящее время в основном используются для передачи отношения армигера к электроэнергии, электричеству, радиолокации, радиосвязи и радиопередаче. Используется, как с вооружением (наконечником, оперением в любых сочетаниях), так и без него.

### Наконечник
Конструктивно наконечник стрелы или болта состоит из втулки, острия и опционально режущей части (пера).
Поскольку Ракета не является классической гербовой фигурой с приходом эры ракетных и космических технологий стрела и её наконечник стали использоваться, как соответствующие символы в территориальной и организационной эмблематике и геральдике. С течением времени символические смыслы двух этих образов разделились: 
- Стрела в своем полном изображении чаще стала использоваться в отношении средств доставки (ракет всех видов и назначений);
- Наконечник, изображенный отдельно стал обозначать по большей части полезную нагрузку ракет (пилотируемые корабли, спутники, головные части), а также в общем смысле изделия космического назначения (заорбитального полета).

Нередко в символике современных организаций изображение наконечника упрощается до схематического изображения режущей части, или "пера", превращаясь таким образом в подобие перевернутой буквы "V" или заостренного по низу стропила. Такую символику используют ведущие комические агентства, например Роскосмос, ISRO и NASA.
В геральдической практике ВС РФ стрела используется в больших эмблемах родов войск, использующих ракетное оружие (войска ПВО, РВСН), как символ ракеты.
Как наиболее лаконичный символ, наконечник стрелы широко используется в мировой эмблематике космических агентств, а также вооруженных сил и средств. Для обозначения ракет и ракетных технологий нередко используется наконечник пламенеющий.

## Использование
В русской геральдике эмблема стрелы нашла широкое применение и ею пользовались дворянские рода: Азанчеевы, Аиповы, Аксаковы, Алабины, Алмазовы, Алымовы, Алфимовы, Апехтины, Аристовы, Арсеньевы, Артемьевы, Баркаловы, Бачмановы, Бегтабековы, Белокрыльцевы, Бобоедовы, Богдановы, Бородавицыны, Булгаковы и другие.

### Стрела

Стрела в гербах
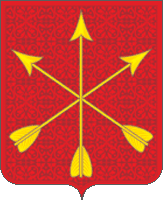
Канадей
Саранск
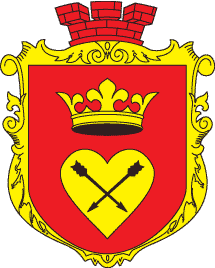
Глинск
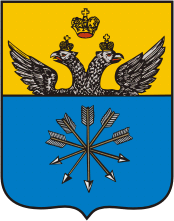
Герб Орши 1781 г.
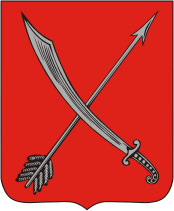
Голтва
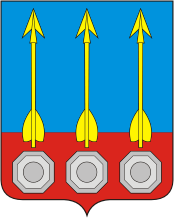
Комаровский
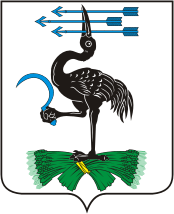
Байкаловский район
Ижевск
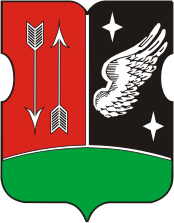
Гагаринский район
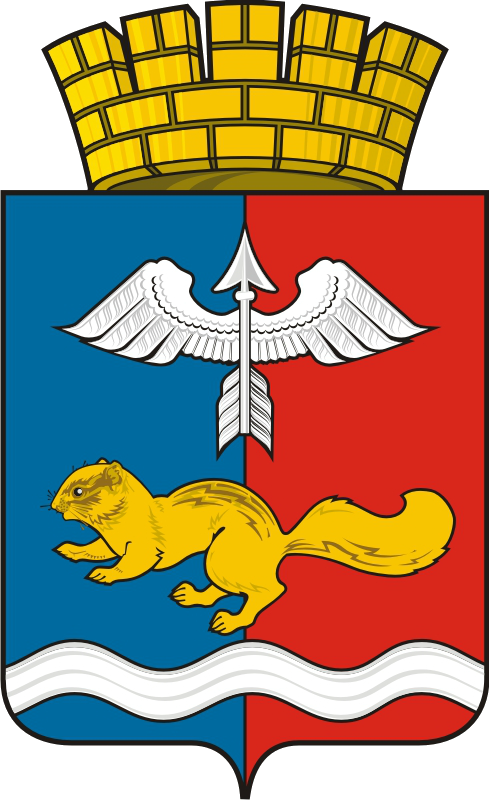
Краснотурьинск
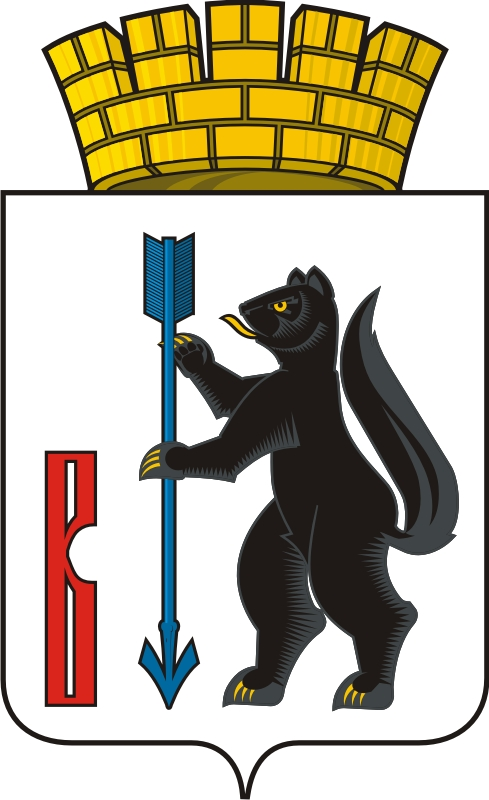
Верхотурье

Стрела с оружием в гербах
Лук
Чеснок
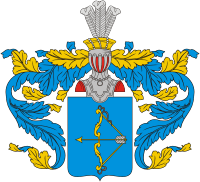
Аракчеевы
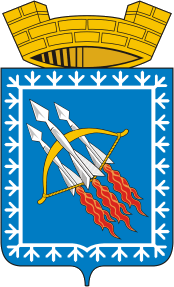
Свободный
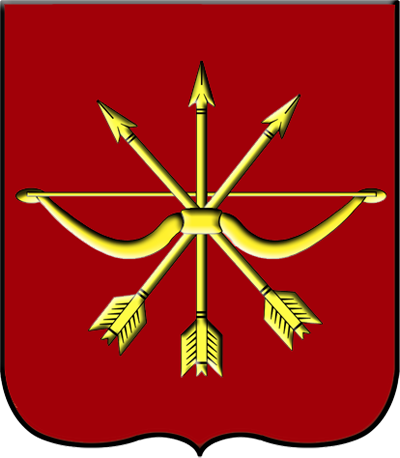
Козьмодемьянск
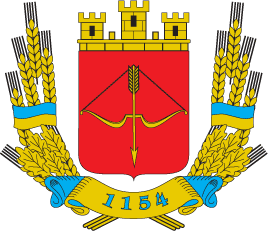
Пирятин
Киров
Запорожье
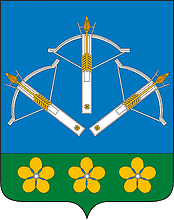
Первомайский

Стрела в эмблемах
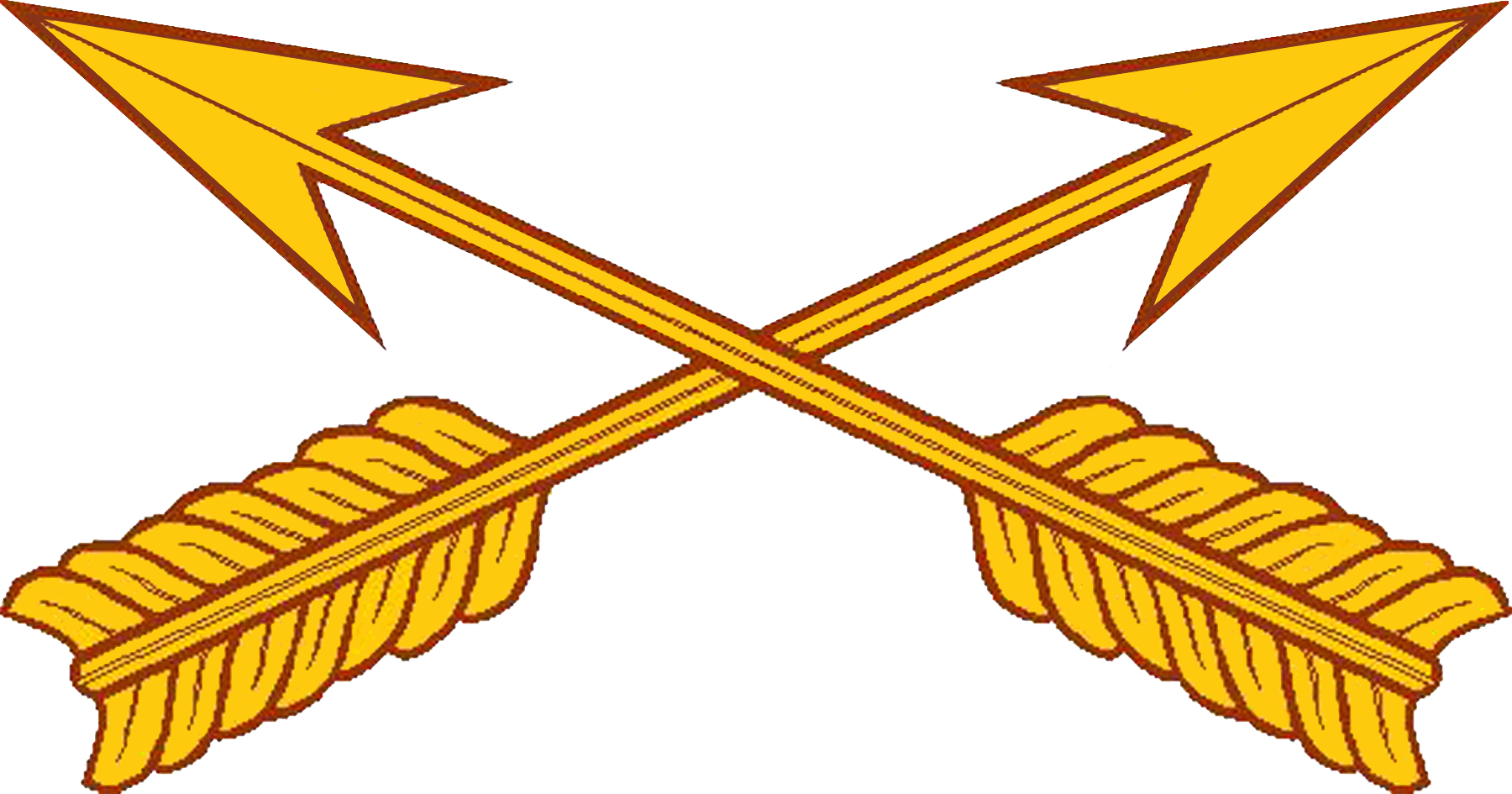
Петличный знак ССО США
Большая эмблема ССО РФ
Ракетные войска стратегического назначения
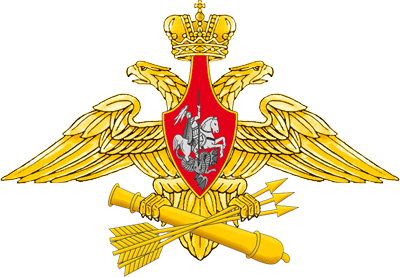
Войска ПВО сухопутных войск РФ
Большая Печать США

### Наконечник

Наконечник в гербах
Богория
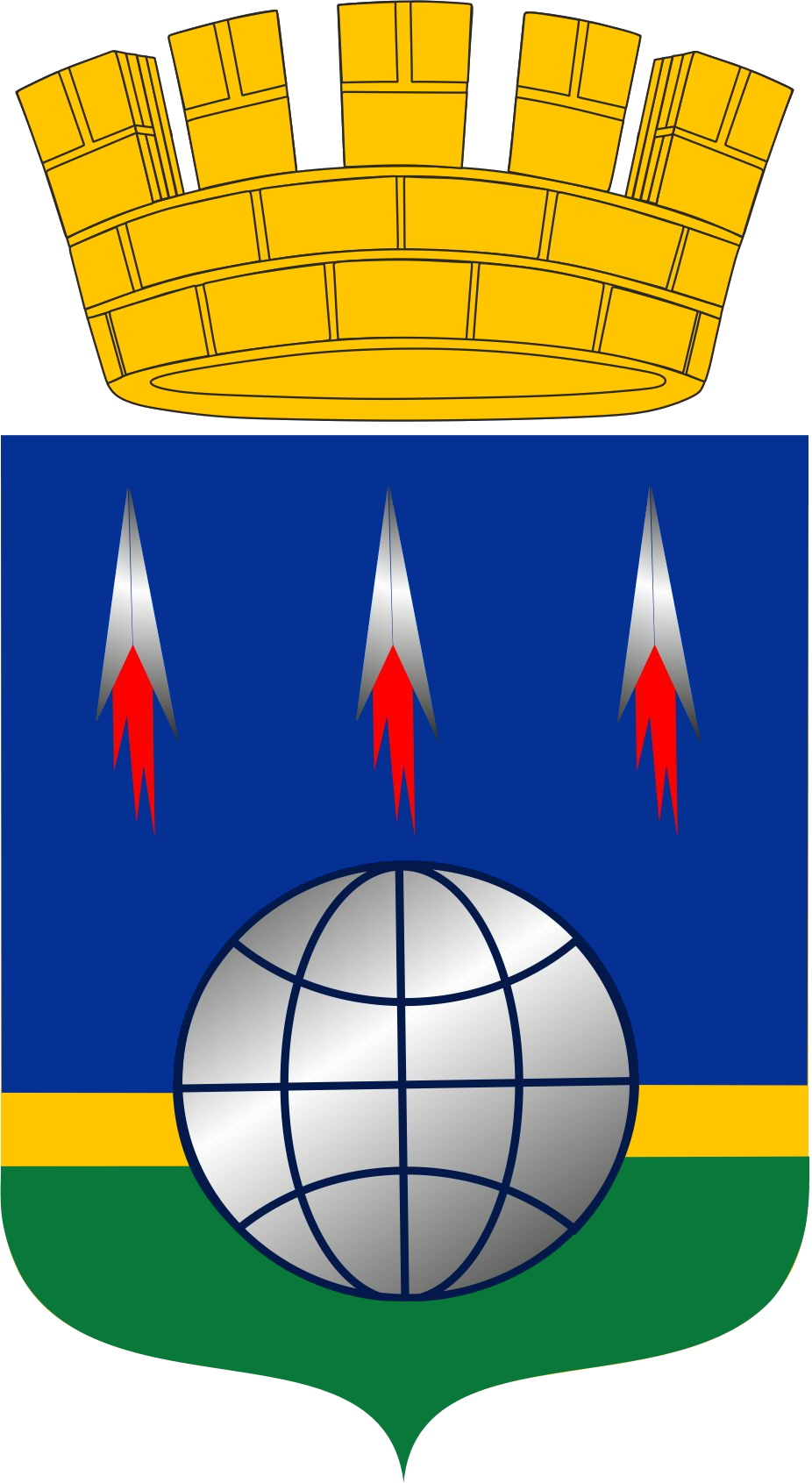
Циолковский
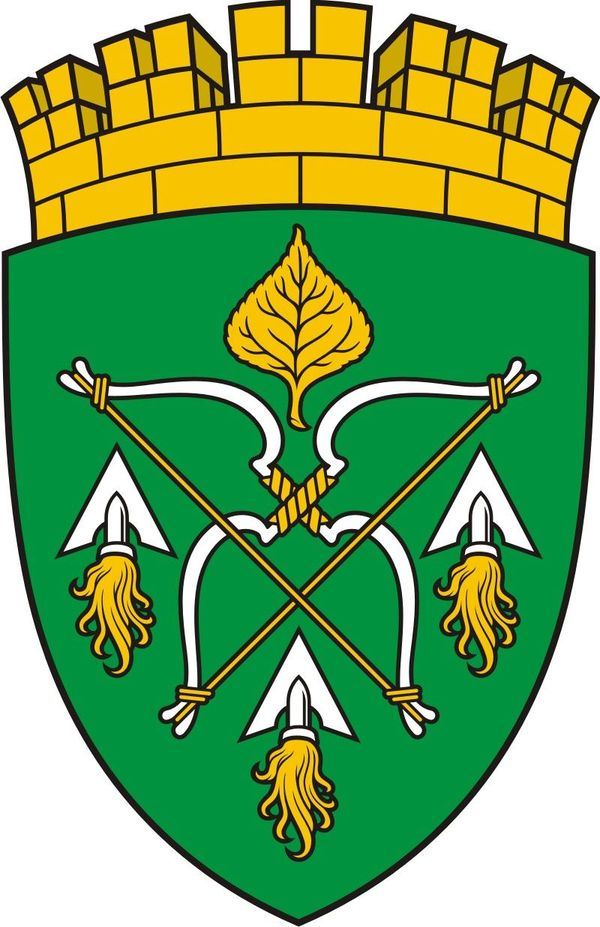
Сибирский
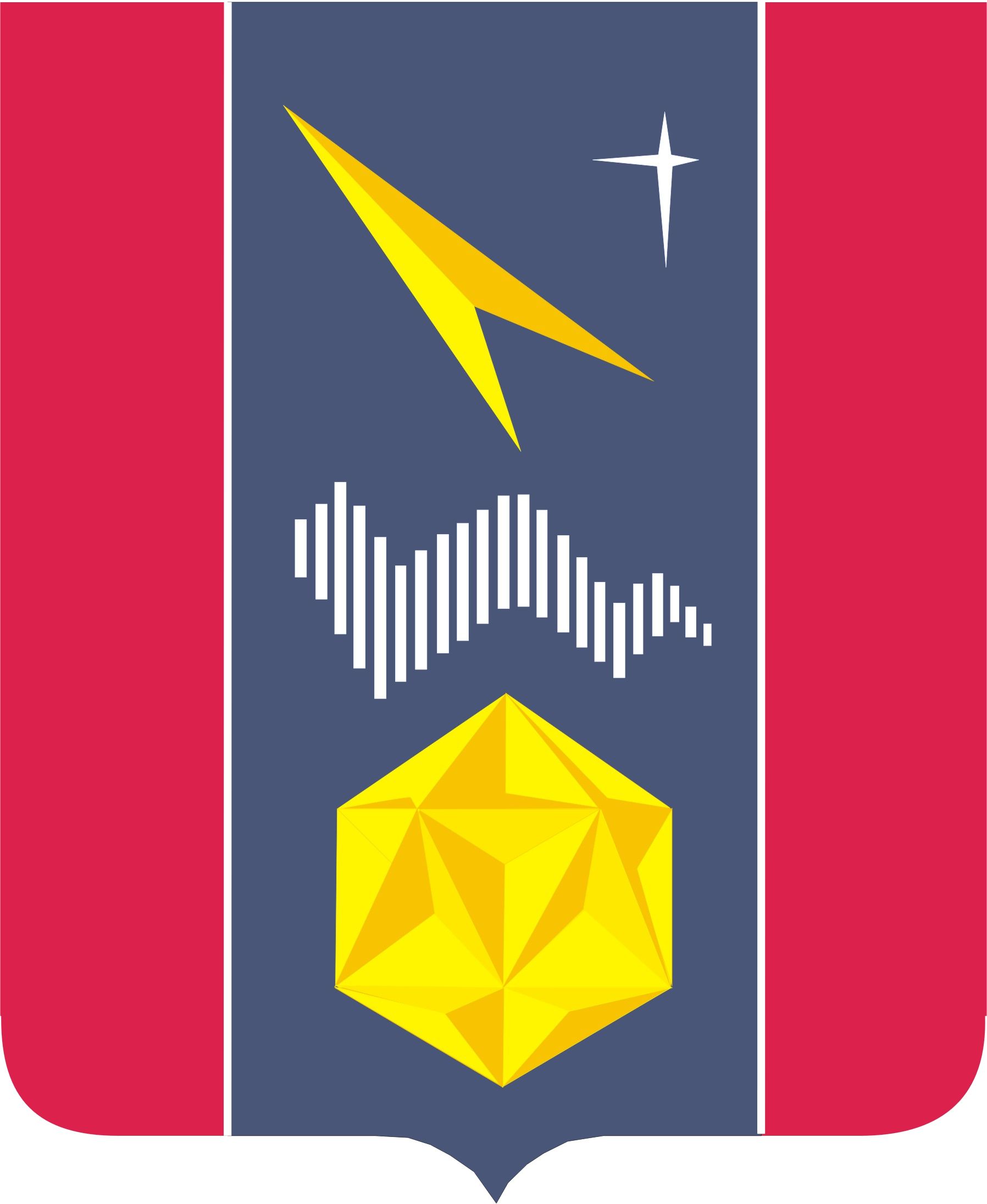
Мирный

Наконечник в эмблемах
Индийская организация космических исследований
Космические войска
Космическое командование ВВС США
НАСА
Плесецк
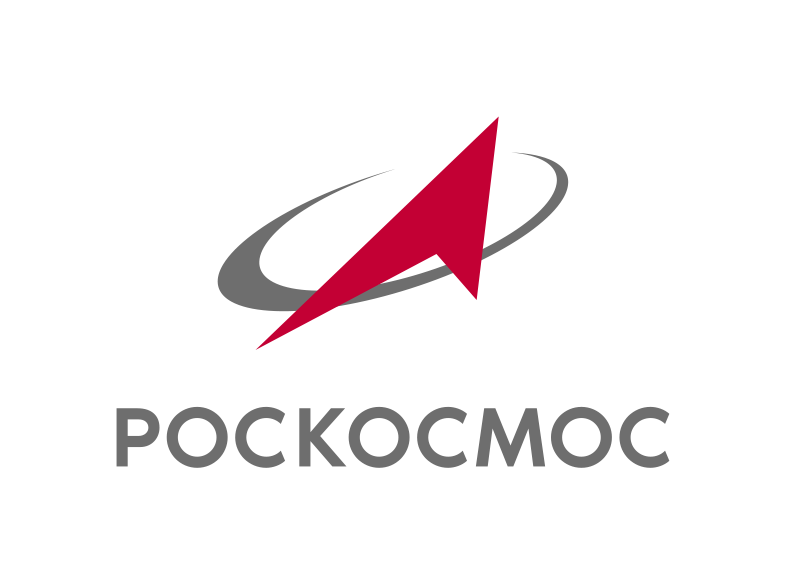
Роскосмос
Командование ССО США

### Громовая (ломаная) стрела

Громовая стрела в гербах
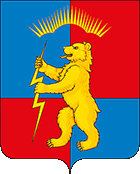
Зареченск
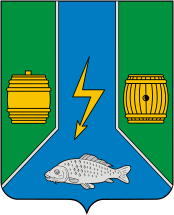
Кадуйский район
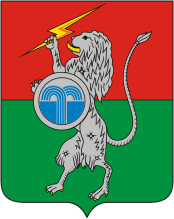
Суворовский район
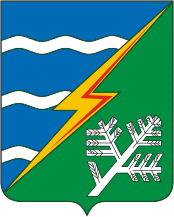
Конаковский район
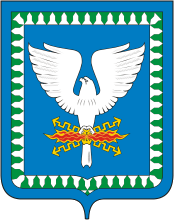
Уральский
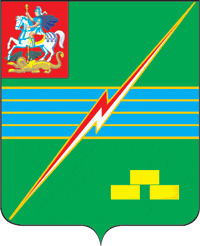
Электрогорск
Электросталь